# Éplessier
Éplessier ist eine nordfranzösische Gemeinde mit 342 Einwohnern (Stand 1. Januar 2022) im Département Somme in der Region Hauts-de-France. Die Gemeinde liegt im Arrondissement Amiens, ist Teil der Communauté de communes Somme Sud-Ouest und gehört zum Kanton Poix-de-Picardie.

## Geographie
Die Gemeinde liegt rund drei Kilometer westlich von Poix-de-Picardie an der früheren Route nationale 29, die den Ortskern im Norden umgeht. Im Südosten der Gemeinde verläuft die Bahnstrecke von Amiens nach Rouen.

## Einwohner
| 1962 | 1968 | 1975 | 1982 | 1990 | 1999 | 2006 | 2011 |
| ---- | ---- | ---- | ---- | ---- | ---- | ---- | ---- |
| 311  | 288  | 259  | 250  | 312  | 339  | 368  | 381  |

## Verwaltung
Bürgermeister (maire) ist seit 2008 Usmée Louart.

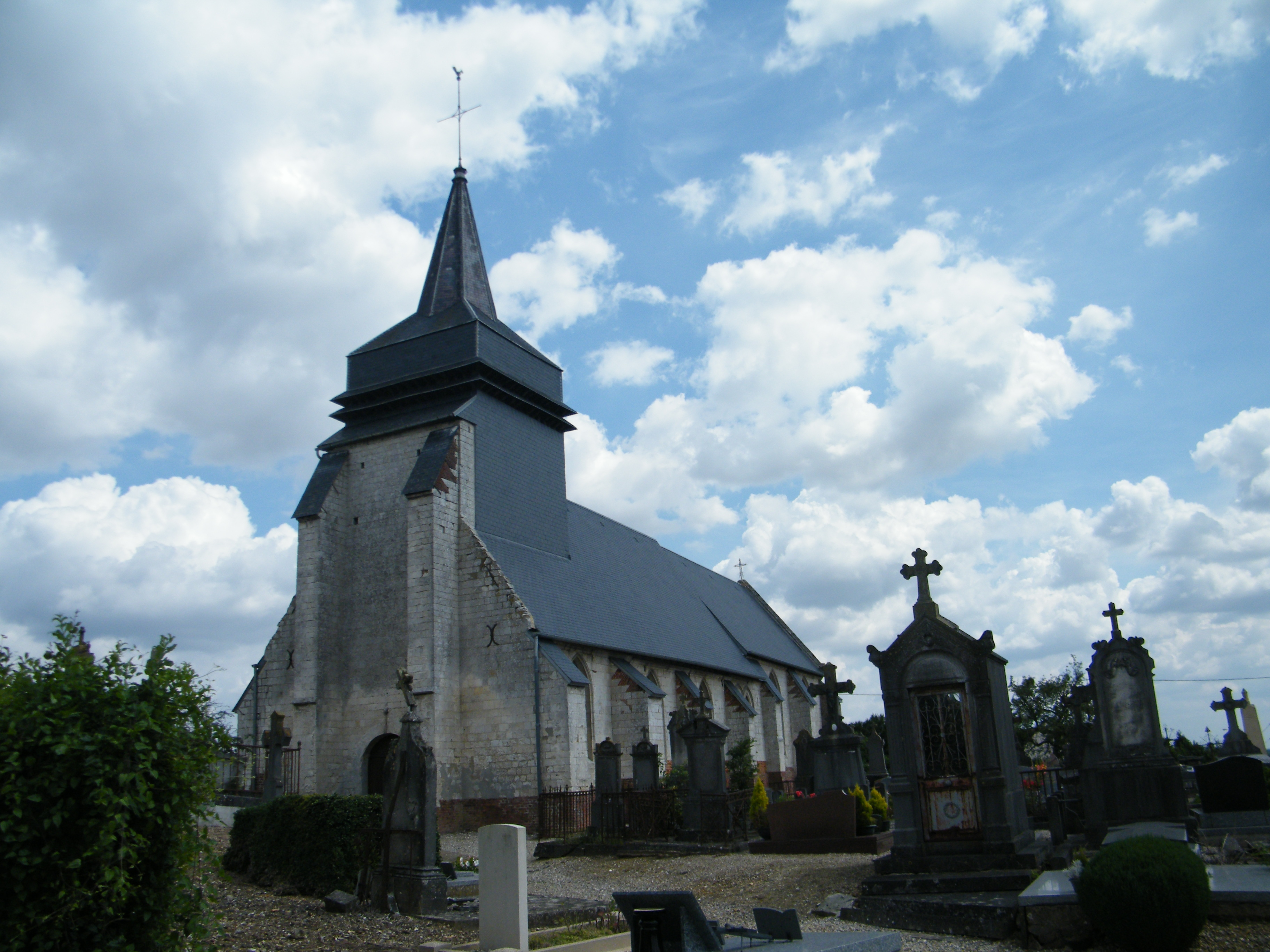
Kirche Notre-Dame-de-la-Trinité